# 解剖学姿势

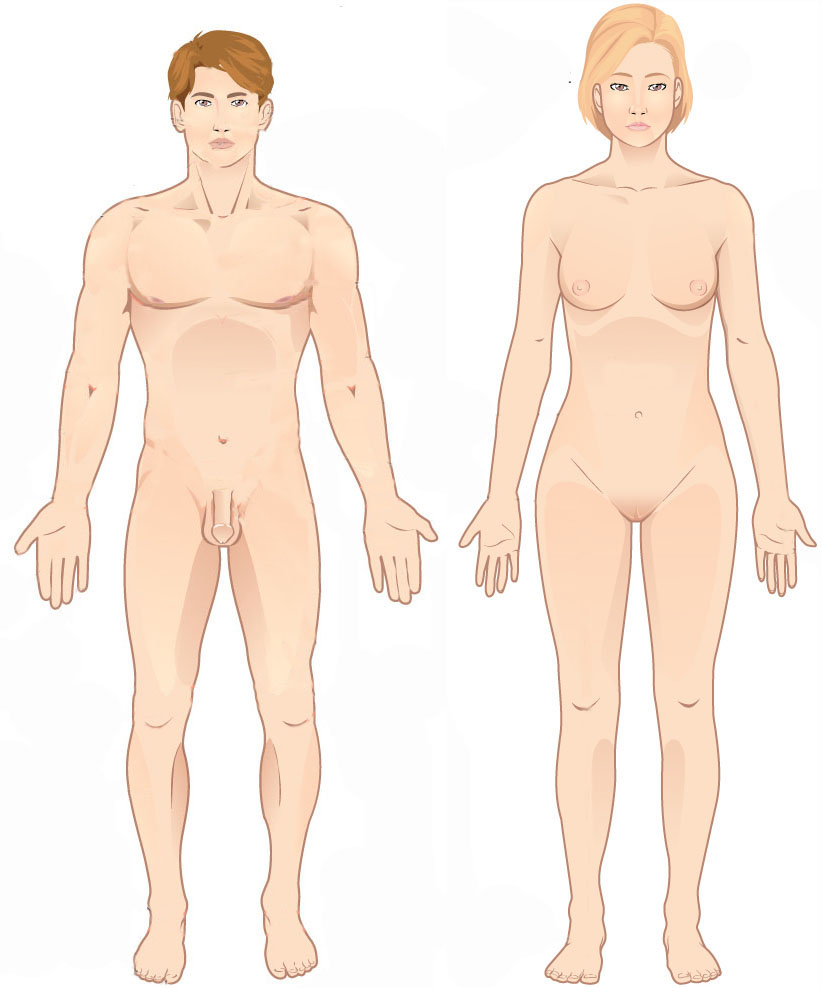
男性和女性的标准解剖学姿势

解剖学姿势（standard anatomical position）又名标准姿势，是解剖学上在描述人体器官结构的相对方位时用作参照标准的姿态，基本姿态为身体垂直站立、双眼向正前方平视、上肢自然下垂于躯干两侧、掌心外翻向前、双足并拢足尖向前。
当观察对象处于非标准姿势（如仰卧）时，观察者应将其所见方位变换成标准姿势下的形态再做描述。